# Мультимедийная журналистика
Мультимедийная журналистика — направление в современной журналистике, в основе которого лежит распространение контента через два и более каналов коммуникации или в нескольких форматах через сеть Интернет. 
Это явление тесно связано с процессом конвергенции в СМИ, который обеспечивает слияние технологий, используемых для передачи данных, и слияние различных типов медиа.
Мультимедийная журналистика оказала большое влияние на процесс создания и потребления контента.

## Краткая история мультимедийной журналистики
Полноценной мультимедиатизации журналистики предшествовало стремление человека сочетать различные способы и каналы информации. Об этом свидетельствует, например, характер протожурналистики в Древнем Риме. Первые информационные сообщения (афиши, объявления) высекались на камне, меди и мраморе, или выводились на специально для этого выбеленных стенах домов или на деревянных дощечках. Подобные носители информации могли включать в себя помимо текста рисунки и барельефы, что свидетельствует не только об использовании различных платформ вещания, но и конвергенции как минимум двух способов коммуникации — письменной и визуальной.
Более серьезно процесс мультимедиатизации СМИ заметен уже только в XX веке на примере случаев слияния радио и печати, когда газетные новости исполнялись диктором, или использования ранним телевидением формата «мыльных опер», изначально популярном на радио.
По-настоящему серьезный толчок развитию мультимедийной журналистки дало появление и широкое распространение сети Интернет, начиная с 90-х годов XX века она развивается непрерывно. Тогда же более однозначно проявился переход от конвергенции, как механического соединения разнородных информационных сред, к мультимедийности, соединяющей новые формы и методы работы журналиста. Однако и этот процесс требовал времени, поначалу печатные издания, выходившие в интернет, не имели своего сайта, а ограничивались электронными версиями в виде простых текстовых файлов. С появлением в 1994 году первого интернет-браузера начали формироваться мультимедийные сайты изданий, которые выполняли в основном представительские функции и могли быть наполнены только справочной информацией об авторах и редакции. Материалы зачастую публиковались в виде анонса или в сокращенной версии. Журналистика пыталась адаптироваться под новый формат. И одним из этапов адаптации стало создание совместных проектов с другими СМИ и онлайновыми службами. Постепенно, на рубеже XX и XXI веков сайты становятся «сложнее», наполняются мультимедийным контентом, появляется возможность добавлять голосования, рейтинги. Площадки в Интернете начинают конкурировать со «старыми», традиционными СМИ, появляются онлайн-проекты, изначально не имеющие «офлайн» версии, в России это были, к примеру, проекты Газета.Ru и Lenta.Ru. К тому же стала очевидна инвестиционная привлекательность интернет-изданий, относительно недорогих и обладающих широким информационно-коммуникативным потенциалом.
С 2005 года сайты изданий начинают приобретать статус полноценных СМИ, интернет-аудитория к тому времени с 1999 года выросла на 350%. На рынке бумажных газет параллельно наблюдалось падение тиражей и отток рекламодателей. В ответ на эти вызовы редакции печатных изданий начинают реконструировать свои сайты, создавать и публиковать контент по новым законам онлайна, создают отдельные интернет-редакции.

## Мультимедийная журналистика сегодня
На данный момент мультимедийная журналистика прочно утвердилась как отдельное направление в журналистике, она оказала серьезное влияние на специфику создания контента, на работу редакции и характер потребления информации.

##### Влияние на контент
Сегодня у пользователей есть возможность участвовать в создании контента, развивается блогосфера, социальные сети, что создает высокую конкуренцию между профессиональными журналистами и пишущими пользователями. Для поддержания этой конкуренции средствам массовой информации приходится привлекать и удерживать внимание читателя новыми способами, как правило, визуальными — инфографика, иллюстрации, фотографии.
В этой ситуации рождается так же главный жанр мультимедийной журналистики — мультимедийный лонгрид. Он возникает в условиях постепенной утраты пользователем способности к линейному восприятию текста, поэтому текст необходимо визуализировать, сделать из него комплекс из текста, инфографики, видеороликов, интерактивных иллюстраций, встроенных цитат и т. д. Все это призвано «погрузить» читателя в событийный ряд материала, создать у него эффект присутствия. Текст как таковой перестает быть ключевым элементом.

##### Влияние на работу редакции
Специфика создания контента в рамках мультимедийной журналистки задало определенные правила и для работы редакции. Поскольку сегодня для потребителя ключевыми факторами являются скорость и разнообразие способов подачи информации, в редакции возникает необходимость в работе «универсального журналиста». Такой специалист производит (не упаковывает) контент, используя один из или сразу несколько методов — запись видео, аудио, он может фотографировать, брать небольшие интервью — универсальный журналист не создает чистую «статью» или «сюжет», он поставляет в редакцию «сырье», из которого потом будет сделан материал. Он способен работать для любой платформы, может быть не закреплен за конкретным СМИ, что существенно экономит ресурсы.

## Критика
Мультимедиатизация журналистики принципиально меняет традиционные функции профессионального журналиста и редакции, перед редакциями встает вопрос, как мотивировать журналистов выполнять за те же деньги новый (и зачастую более сложный) набор задач. К тому же увеличивается масса вторичной, «клонированной» информации, уменьшается поле для творческой самореализации журналиста. Сокращение штата и требование высокой скорости создания информации порождает определенные психологические проблемы — стресс, повышенную напряженность.